# Singapurische Badmintonmeisterschaft 1938/39
Die Singapurische Badmintonmeisterschaft 1938/39 fand an mehreren Terminen im Jahr 1938 statt. Es war die elfte Austragung der Badmintonmeisterschaft von Singapur. 

## Sieger und Finalisten
| Disziplin                 | Gold                          | Silber                       |
| ------------------------- | ----------------------------- | ---------------------------- |
| Herreneinzel              | Wong Peng Soon                | Seah Eng Hee                 |
| Dameneinzel               | Waileen Wong                  | Alice Pennefather            |
| Herrendoppel              | Chan Chim Bock Wong Peng Soon | Wee Boon Hai Wong Chong Teck |
| Herreneinzel (Veteranen)  | Mohd. Jaffar                  | Tan Hock San                 |
| Herreneinzel (Junioren)   | Wee Kim Wee                   | Tan Cheng Hoe                |
| Dameneinzel (Junioren)    | Lee Shao Meng                 | Lee Hong Sze                 |
| Herrendoppel (Junioren)   | Chin Tham Swee Low Kheng Ann  | Tay Eoo Liang Raymond Frois  |
| Inter-School Championship | Anglo-Chinese School          | Y.M.C.A. School              |

1. ↑  Laut Annual Handbook of the International Badminton Federation, London, 29. Auflage 1971, gewann Y. Yasuda das Dameneinzel. In den zeitgenössischen Zeitungsberichten trat sie jedoch erst zwei Jahre später in Erscheinung.